# Dave Dunham
Pour les articles homonymes, voir Dunham (homonymie).
David « Dave » Dunham, né le 27 mars 1964 à Billerica, est un coureur de fond américain spécialisé en course en montagne. Il est vice-champion du monde de course en montagne 1993.

## Biographie
Lors d'un test d'aptitudes physiques à l'école, Dave démontre de bonnes qualités d'endurance. L'année suivante, peu avant Thanksgiving, il s'inscrit à une course juste pour évaluer son niveau et termine quatrième. Impressionné par sa performance, l'entraîneur du club d'athlétisme du collège de Billerica l'intègre sur le champ. Il confie à chacun de ses athlète, un journal pour consigner ses entraînements. Dave conservera le sien pendant 29 ans,.
Il confirme ensuite ses talents de coureur de fond en remportant plusieurs titres de champion North Eastern Athletic Conference (en) sur route.
Le 18 juin 1988, il court pour la première fois la course du Mont Washington et remporte la victoire en devenant le premier homme sous la barre des 1 h 1. Il s'impose à nouveau l'année suivante en battant Bob Hodge pour une seconde, les deux hommes ayant couru tout le parcours au coude-à-coude.
Il prend part à sa première sélection nationale lors du Trophée mondial de course en montagne 1992 à Suse où il termine neuvième et meilleur Américain. Réalisant la différence de niveau entre les coureurs Européens et Américains, il décide de prendre part à quelques courses en Europe pour mieux se préparer au Trophée mondial de course en montagne 1993. Il termine deuxième du Challenge Stellina et de la course du Cervin. Il se lance avec confiance au départ du Trophée mondial à Gap et tient tête à l'Anglais Martin Jones. Il termine finalement deuxième à cinq secondes derrière ce dernier. Fort de ce succès, il passe l'été 1994 en Europe où il accroche à nouveau des podiums au Challenge Stellina et au Cervin. Il ne réédite cependant pas son exploit lors du Trophée mondial de course en montagne 1994 à Berchtesgaden et termine seulement quinzième.
Très impressionné par les courses européennes, Dave songe à dynamiser la discipline de course en montagne aux États-Unis, encore peu populaire. En 1996, il propose son idée de série de course en montagne à la division régionale de la Nouvelle-Angleterre de l'USATF, comprenant les courses du mont Kearsarge, du mont Wachusett et le Pack Monadnock 10 mile. Son idée est acceptée et le New England Mountain Running Circuit voit le jour. Dave est le premier vainqueur en s'imposant dans les trois courses. La série s'est agrandie à huit courses depuis.
Coureur très éclectique, Dave s'essaie à diverses disciplines. En 1999, il fait ses débuts en raquette à neige à Hawley Kiln et termine deuxième à dix secondes du vainqueur sans s'y être spécialement préparé. En 2001, il devient le premier champion des États-Unis de la discipline.
Il se met à l'ultra-marathon en 2000. Il prend part au Chancellor Challenge, une course de 100 kilomètres à Boston qu'il remporte en 6 h 46 min 39 s pour sa première participation. L'année suivante, il remporte le Chicago Lakefront en 2 h 57 min 35 s, battant ainsi le record national des 50 kilomètres détenu par Jeff Wall. Ce record est cependant invalidé, le parcours étant mesuré par la suite comme étant trop court. Toujours en 2001, il termine deuxième lors de deux ultra-trails de 50 milles, le White River 50 Mile et le JFK 50 Mile.

## Palmarès en athlétisme

### Course en montagne
| no  | masculin           | Course                                                | Longueur | Départ           | Temps           |
| --- | ------------------ | ----------------------------------------------------- | -------- | ---------------- | --------------- |
| 1re | Médaille d'or      | Course du Mont Washington                             | 12,23 km | 18 juin 1988     | 1 h 0 min 50 s  |
| 1re | Médaille d'or      | Course du Mont Washington                             | 12,23 km | 24 juin 1989     | 1 h 3 min 0 s   |
| 2e  | Médaille d'argent  | Course du Mont Washington                             | 12,23 km | 16 juin 1990     | 1 h 1 min 37 s  |
| 2e  | Médaille d'argent  | Course du Mont Washington                             | 12,23 km | 15 juin 1991     | 1 h 2 min 7 s   |
| 3e  | Médaille de bronze | Course du Mont Washington                             | 12,23 km | 20 juin 1992     | 1 h 3 min 18 s  |
| 9e  | 9e                 | Trophée mondial de course en montagne - Parcours long | 14,67 km | 30 août 1992     | 1 h 13 min 8 s  |
| 2e  | Médaille d'argent  | Course du Mont Washington                             | 12,23 km | 10 juin 1993     | 1 h 0 min 44 s  |
| 2e  | Médaille d'argent  | Challenge Stellina                                    | 14,5 km  | 20 août 1993     | 1 h 23 min 23 s |
| 2e  | Médaille d'argent  | Course du Cervin                                      | 12 km    | 29 août 1993     | 58 min 8 s      |
| 2e  | Médaille d'argent  | Trophée mondial de course en montagne                 | 10,9 km  | 5 septembre 1993 | 51 min 48 s     |
| 1re | Médaille d'or      | Course du Mont Washington                             | 12,23 km | 18 juin 1994     | 1 h 3 min 22 s  |
| 7e  | 7e                 | Sierre-Zinal                                          | 31 km    | 14 août 1994     | 2 h 42 min 31 s |
| 3e  | Médaille de bronze | Challenge Stellina                                    | 14,5 km  | 21 août 1994     | 1 h 22 min 48 s |
| 3e  | Médaille de bronze | Course du Cervin                                      | 12 km    | 28 août 1994     | 59 min 28 s     |
| 3e  | Médaille de bronze | Course du Mont Washington                             | 12,23 km | 17 juin 1995     | 1 h 3 min 20 s  |
| 2e  | Médaille d'argent  | Course du Mont Washington                             | 12,23 km | 15 juin 1996     | 1 h 2 min 24 s  |
| 3e  | Médaille de bronze | Course de montagne du Kitzbüheler Horn                | 12,9 km  | 25 août 1996     | 1 h 0 min 13 s  |
| 3e  | Médaille de bronze | Course du Mont Washington                             | 12,23 km | 19 juin 1999     | 1 h 0 min 37 s  |
| 3e  | Médaille de bronze | Course du Mont Washington                             | 12,23 km | 17 juin 2000     | 1 h 2 min 48 s  |
| 2e  | Médaille d'argent  | Course de côte de Vail                                | 12 km    | 2 juillet 2000   | 49 min 3 s      |
| 3e  | Médaille de bronze | Course de montagne du Kitzbüheler Horn                | 12,9 km  | 27 août 2000     | 1 h 0 min 28 s  |
| 2e  | Médaille d'argent  | Course du Mont Washington                             | 12,23 km | 16 juin 2001     | 1 h 4 min 20 s  |
| 3e  | Médaille de bronze | Course du Mont Washington                             | 12,23 km | 21 juin 2003     | 1 h 6 min 19 s  |

### Ultra-trail
| no | masculin          | Course              | Longueur | Départ           | Temps           |
| -- | ----------------- | ------------------- | -------- | ---------------- | --------------- |
| 2e | Médaille d'argent | White River 50 Mile | 50 mi    | 28 juillet 2001  | 6 h 59 min 19 s |
| 2e | Médaille d'argent | JFK 50 Mile         | 50 mi    | 17 novembre 2001 | 6 h 11 min 19 s |

### Route
| Année | Compétition                          | Lieu         | Place | Épreuve  | Temps           |
| ----- | ------------------------------------ | ------------ | ----- | -------- | --------------- |
| 1992  | Marathon de Huntsville               | Huntsville   | 1er   | Marathon | 2 h 20 min 52 s |
| 1993  | Ocean State Marathon                 | Narragansett | 2e    | Marathon | 2 h 26 min 6 s  |
| 1996  | Cape Cod Marathon                    | Falmouth     | 2e    | Marathon | 2 h 24 min 6 s  |
| 1998  | Baystate Marathon                    | Lowell       | 1er   | Marathon | 2 h 21 min 36 s |
| 2000  | Marathon du New Hampshire            | Bristol      | 1er   | Marathon | 2 h 43 min 31 s |
| 2000  | Chancellor Challenge                 | Boston       | 1er   | 100 km   | 6 h 46 min 39 s |
| 2002  | Championnats des États-Unis de 50 km | Pittsburgh   | 2e    | 50 km    | 3 h 13 min 19 s |

## Palmarès en raquette à neige
| no  | masculin      | Course                                          | Longueur | Départ          | Temps       |
| --- | ------------- | ----------------------------------------------- | -------- | --------------- | ----------- |
| 1re | Médaille d'or | Championnats des États-Unis de raquette à neige | 10 km    | 10 février 2001 | 50 min 48 s |

## Records
| Épreuve        | Performance     | Date              | Lieu           |
| -------------- | --------------- | ----------------- | -------------- |
| 10 000 mètres  | 30 min 39 s 09  | 24 mai 1984       | Cap Girardeau  |
| 5 kilomètres   | 14 min 24 s     | 25 juin 1989      | East Greenwich |
| 10 kilomètres  | 29 min 18 s     | 14 mai 1988       | Nashua         |
| 15 kilomètres  | 46 min 33 s     | 23 septembre 1990 | Wilton         |
| 10 miles       | 49 min 58 s     | 6 mai 1990        | Worcester      |
| 20 kilomètres  | 1 h 0 min 53 s  | 7 septembre 1992  | New Haven      |
| Semi-marathon  | 1 h 5 min 2 s   | 21 mars 1993      | New Bedford    |
| 25 kilomètres  | 1 h 20 min 45 s | 13 mai 1995       | Grand Rapids   |
| 30 kilomètres  | 1 h 39 min 15 s | 9 mars 1997       | Clinton        |
| Marathon       | 2 h 19 min 28 s | 11 septembre 1990 | Columbus       |
| 50 kilomètres  | 3 h 13 min 19 s | 23 mars 2002      | Pittsburgh     |
| 100 kilomètres | 6 h 46 min 39 s | 8 octobre 2000    | Boston         |

## Ouvrages
- (en) Dave Dunham, Only one hill! A History of the Mount Washington Road Race, Infinity Publishing, 5 mai 2006  (ISBN 978-0741431592)